# (37669) 1994 TH1
1994 TH1 (asteroide 37669) é um asteroide da cintura principal. Possui uma excentricidade de 0.11403820 e uma inclinação de 13.26923º.
Este asteroide foi descoberto no dia 2 de outubro de 1994 por Kin Endate e Kazuro Watanabe em Kitami.